# 拉斯季斯拉夫·斯塔尼亚
拉斯季斯拉夫·斯塔尼亚（1980年1月10日—），斯洛伐克男子冰球运动员。他曾代表斯洛伐克参加2002年和2010年冬季奥林匹克运动会冰球比赛，分别获得第13名和第4名。